# Alexander Voigt (Fußballspieler)
Alexander Voigt (* 13. April 1978 in Köln) ist ein deutscher Fußballtrainer und ehemaliger -spieler.

## Spielerkarriere
Von seinem neunten Lebensjahr an spielte der Außenverteidiger beim 1. FC Köln. Im Juli 2005 ging er zusammen mit Huub Stevens, der Voigts Coach beim FC war, zu Roda Kerkrade. Ende Dezember 2006 wechselte er für ein halbes Jahr zum FC Carl Zeiss Jena.
Ab Sommer 2007 trat Voigt für Borussia Mönchengladbach an. Im ersten Jahr war er mit 33 Einsätzen der beständigste Abwehrspieler der Mannschaft, er stieg mit der Borussia in die Bundesliga auf. Im zweiten Jahr verlor er seinen Stammplatz und kam in der Hinrunde der Saison 2008/09 nur zu sechs Einsätzen. Ab Januar 2009 gehörte er nicht mehr zum Profikader.
In der Winterpause 2009 wechselte Voigt ablösefrei zur SpVgg Greuther Fürth. Er bekam einen Vertrag bis zum 30. Juni 2010, verließ die Spielvereinigung aber bereits nach einem halben Jahr wieder. Zur Saison 2009/10 wechselte er zum FSV Frankfurt, bei dem er einen Einjahresvertrag unterschrieb. Sein erstes Tor für den FSV erzielte er am 7. Februar 2010 beim 1:1 im Spiel gegen Alemannia Aachen.
Zur Saison 2010/11 kehrte Voigt zum FC Carl Zeiss Jena zurück, bei dem er einen Einjahresvertrag mit einer Option auf Verlängerung um ein weiteres Jahr unterschrieb. Mitte März 2012 wurde er nach einer verbalen Auseinandersetzung mit Torwarttrainer Tomislav Piplica von Trainer Petrik Sander vom Trainings- und Wettkampfbetrieb freigestellt.
Zur Saison 2012/13 wurde Voigt vom Regionalligisten FC Viktoria Köln verpflichtet. Im Sommer 2013 beendete er seine aktive Karriere.
Er stieg mit dem 1. FC Köln dreimal in die Bundesliga auf, mit Borussia Mönchengladbach einmal.

## Trainerkarriere
Im Januar 2014 wurde Voigt als Co-Trainer des FC Viktoria Köln verpflichtet. Seit der Saison 2015/16 war er Co-Trainer des Oberligisten Sportfreunde Siegen.
Seinen ersten Cheftrainerposten besetzte Voigt von April 2016 bis Juni 2017 beim Mittelrheinligisten TV Herkenrath, der es mit fünf Aufstiegen in Folge in den vergangenen fünf Spielzeiten von der Kreisliga A bis zur fünftklassigen Mittelrheinliga geschafft hatte. Voigt blieb in seinen ersten zehn Spielen als Cheftrainer ungeschlagen, sein Team errang in den zehn Spielen acht Siege und zwei Remis bei einem Torverhältnis von 26:10 Toren und beendete die Saison auf Platz 5 der Abschlusstabelle.
Nach Ende seines Engagements bei Herkenrath ging Voigt in die Niederlande, wo er die Saison 2017/18 als Assistent von Sunday Oliseh sowie Cláudio Braga bei Fortuna Sittard verbrachte. Als Vizemeister der Eerste Divisie gelang der Fortuna der Aufstieg in die Eredivisie.
Im Sommer 2018 fand der nicht weiter bei Sittard beschäftigte Deutsche eine Anstellung beim Niederrheinoberligisten SSVg Velbert. Da die Mannschaft als Tabellenfünfter das angepeilte Ziel des Regionalligaaufstiegs nicht erreichte, wurde Voigts bis Saisonende gültiger Vertrag nicht verlängert.
Als Nachfolger des Interimstrainers Karsten Hutwelker übernahm Voigt im Oktober 2019 die auf Tabellenplatz 17 stehende Regionalligamannschaft des Wuppertaler SV. Aufgrund der finanziellen Probleme des Vereins übte er das Amt bis zu seinem Rücktritt innerhalb der Winterpause auf ehrenamtlicher Basis aus. Zur Saison 2020/21 wurde Voigt vom Wuppertaler SV dauerhaft als Cheftrainer verpflichtet. Bereits im Dezember 2020 wurde er auf dem 16. Tabellenplatz liegend entlassen.
Anfang November 2021 übernahm Voigt den KFC Uerdingen 05, bei dem er einen Vertrag bis zum 30. Juni 2023 unterschrieb. Der KFC stand nach dem 15. Spieltag der Saison 2021/22 mit 7 Punkten auf dem letzten Platz der Regionalliga West. Der Rückstand auf einen Nicht-Abstiegsplatz betrug 6 Punkte. Zudem wurde der Verein vom Westdeutschen Fußballverband aufgrund der Eröffnung eines Insolvenzverfahrens mit einem Abzug von 9 Punkten belegt, der jedoch bei Voigts Amtsantritt noch nicht rechtskräftig und daher nicht in der Tabelle berücksichtigt war. Der Punktabzug wurde letztendlich nicht verhängt. Der KFC schloss die Saison mit 27 Punkten auf dem vorletzten Platz ab und stieg somit in die Oberliga Niederrhein ab. Ende November 2022 trennte sich der Verein von Voigt. Zu diesem Zeitpunkt stand man nach 18 Spielen der Saison 2022/23 mit 36 Punkten auf dem 2. Platz, hatte aber 7 Punkte Rückstand auf den einzigen Aufstiegsplatz.
Am 10. Januar 2023 wurde Voigt als neuer Trainer des Siegburger SV 04 aus der Mittelrheinliga vorgestellt. Bereits im Mai 2023 trat er in Siegburg zurück. Im Februar 2024 vermeldeten er und der Bezirksliga-Verein SSV Jan Wellem 05 Bergisch Gladbach, dass er dort neuer Trainer wird.

## Erfolge
- 2000: Bundesliga-Aufstieg  mit dem 1. FC Köln
- 2003: Bundesliga-Aufstieg mit dem 1. FC Köln
- 2005: Bundesliga-Aufstieg mit dem 1. FC Köln
- 2008: Bundesliga-Aufstieg mit Borussia Mönchengladbach